# عبدالباسط هوساوی
عبدالباسط هوساوی (انگلیسی: Abdulbasit Hawsawi؛ زادهٔ ۱۲ دسامبر ۲۰۰۰) بازیکن فوتبال است.
از باشگاه‌هایی که در آن بازی کرده‌است می‌توان به باشگاه فوتبال الرائد اشاره کرد.
وی همچنین در تیم‌های ملی فوتبال زیر ۲۳ سال عربستان سعودی و بزرگسالان عربستان سعودی عضویت داشته‌است.